# Élection gouvernorale dans l'oblast de Toula de 2024
L'élection gouvernorale dans l'oblast de Toula de 2024 a lieu le 8 septembre 2024 lors des infranationales russes afin d'élire le gouverneur de l'oblast de Toula, l'un des oblasts de la fédération de Russie. Le gouverneur sortant Dmitry Miliaïev brigue un mandat complet.

## Contexte

### National
L'actualité russe est marquée par l'invasion russe de l'Ukraine depuis 2022 ainsi que par la réélection de Vladimir Poutine en mars 2024, élection considérée comme non-libre. Le principal dirigeant de l'opposition russe, Alexeï Navalny, emprisonné depuis 2021, meurt en détention en février 2024.

### Régional
Alexeï Dioumine, alors vice-ministre de la Défense, a été nommé gouverneur par intérim de l'oblast de Toula en février 2016, en remplacement de Vladimir Grouzdev. Dioumine s'est présenté pour un mandat complet en septembre 2016 en tant qu'indépendant et a remporté les élections avec 84,17 % des voix. Dioumine a été réélu pour un second mandat en 2021 avec 83,58 %.  
Dioumine, un proche confident du président Vladimir Poutine et l'un de ses soi-disant « adjudants », a toujours été considéré pour une éventuelle promotion dans les services de défense ou de sécurité (en tant que ministre de la Défense ou potentiel ministre de l'Industrie de défense), mais le gouverneur lui-même a nié ces rumeurs. Le 14 mai 2024, le président Poutine a nommé le gouverneur Alexeï Dioumine comme son assistant responsable du complexe militaro-industriel, des sports et du Conseil d'État,. 
Après sa nomination, le gouverneur Dioumine a quitté Toula le 14 mai 2024, laissant le premier vice-gouverneur Dmitri Miliaïev comme gouverneur par intérim jusqu'à ce que le remplaçant temporaire soit nommé par le président. Le 15 mai, le président Poutine a nommé Dmitri Miliaïev gouverneur par intérim de l'oblast de Toula. 

## Système électoral
Le gouverneur est élu au scrutin uninominal majoritaire à deux tours pour un mandat de cinq ans. Est déclaré élu le candidat ayant recueilli la majorité absolue au premier tour. À défaut, les deux candidats arrivés en tête s'affrontent au second tour, et celui recueillant le plus de voix l'emporte. 
Dans l'oblast, les candidats ne peuvent être nommés que par des partis politiques enregistrés. Le candidat à la tête de la république doit être citoyen russe et âgé d'au moins 30 ans. Les candidats à la tête ne doivent pas avoir de citoyenneté étrangère ni de permis de séjour. Chaque candidat, pour être inscrit, doit recueillir au moins 7 % des signatures des membres et chefs de municipaliés. De plus, les candidats auto-désignés devraient recueillir 2 % des signatures des résidents de l'oblast de Toula. Les candidats présentent également 3 candidatures au Conseil de la fédération et le vainqueur de l'élection nomme plus tard l'un des candidats présentés. 

## Candidats

### Déclaré
- Alekseï Lebedev (KPRF), membre de la Douma de la ville de Toula (2010-2013, 2019-présent), ancien membre de la Douma de l'oblast de Toula (2013-2019), frère du membre de la Douma d'État Oleg Lebedev[12]

### Potentiel
- Dmitry Miliaïev (Russie unie), gouverneur par intérim de l'oblast de Toula (2024-présent), ancien premier vice-gouverneur de l'oblast de Toula (2022-2024)

## Résultats
| Candidats                | Candidats        | Partis                  | Votes | %   |
| ------------------------ | ---------------- | ----------------------- | ----- | --- |
|                          | Dmitry Miliaïev  | Russie unie             |       |     |
|                          | Alekseï Lebedev  | Parti communiste        |       |     |
|                          |                  | Parti libéral-démocrate |       |     |
|                          |                  | Russie juste            |       |     |
|                          | Autres candidats |                         |       |     |
|                          |                  |                         |       |     |
| Votes valides            |                  |                         |       |     |
| Votes blancs et nuls     |                  |                         |       |     |
| Total                    | Total            | Total                   |       | 100 |
| Abstention               |                  |                         |       |     |
| Inscrits / participation |                  |                         |       |     |